# 郑侨 (宋朝)
郑侨（1132年—1202年），字惠叔，福建永福（今福州永泰县）人，南宋官员、乾道五年（1169年）殿试状元。

## 生平
乾道五年殿试，礼部执考官奏请郑侨为殿试第二名，但宋孝宗阅卷后，赞赏郑侨的卷子立论奇特，就改为第一，授官著作郎兼国子实录院属官，吏部司封。
历任镇南军节度判官、提举江南西路常平茶盐，淮浙常平官，礼部郎中兼太子侍讲，显谟阁学士、建宁知府，福州知府，吏部尚书，参知政事，枢密院事。
庆元年间，他曾请求留用朱熹，未被采纳。后告老还乡。以观文殿大学士衔退休。

## 身后
去世后赠太师，郇国公，谥忠惠。葬于永福县梧桐乡西林村，并被祀于乡贤祠。

## 著作
其著作有《书衡》三篇。

## 家庭
叔父郑樵。

## 轶事
郑侨在淮浙常平官任上恰逢淮浙饥荒，奏请拨米四万石救济灾民。在京都任礼部郎中兼太子侍讲时，为东宫太子进讲《左氏春秋》。在建宁知府、福州知府任上都制定了减轻赋税的政策，甚至以公俸为贫困属县缴纳夏粮。
郑侨曾作为贺正使出使金国，适逢金国皇帝生病，要求他从东上阁门进书，郑侨以“东上阁门为贵国臣子集中表章之地，我持大宋皇帝国书来，岂能在此门投进？”为由拒绝，僵持半日，金朝皇帝只好令其回国，郑侨也因此被宋光宗嘉许。